# Mahmud as-Sajjid Ahmad
Mahmud as-Sajjid Ahmad (arab. محمود السيد أحمد; ur. 30 sierpnia 1977)  – egipski zapaśnik walczący w stylu wolnym. Brązowy medalista igrzysk afrykańskich w 2007. Mistrz Afryki w 2004 i 2005. Trzeci na igrzyskach śródziemnomorskich w 2005.